# Taza
Pour les articles homonymes, voir Taza (homonymie).
 (février 2016).
Si vous disposez d'ouvrages ou d'articles de référence ou si vous connaissez des sites web de qualité traitant du thème abordé ici, merci de compléter l'article en donnant les références utiles à sa vérifiabilité et en les liant à la section « Notes et références ».
Taza (en berbère : ⵜⴰⵣⴰ ; en arabe : تازة ou ثازا) est une ville marocaine située entre le Rif  et le Moyen Atlas, dans la région de Fès-Meknès (administratif) et le chef-lieu de la province de Taza. Elle appartient au Maroc oriental géographiquement et culturellement. Elle se trouve à 114 km de Hoceima, 200 km à l'ouest de Nador et à 117 km à l'est de Fès. Le nom de la ville vient de la langue berbère signifiant : col.
Géographiquement, Taza fait partie du nord et du nord-est marocain.

## Géographie

### Situation
Taza est située à 220 km d'Oujda, 117 km de Fès et 114 km d'Al Hoceïma, dans le « couloir de Taza » qui sépare le Rif du Moyen Atlas. La ville est naturellement protégée par sa situation dominante surplombant l'Oued Taza. L'explorateur français Charles de Foucauld a vanté la qualité défensive de son site : « adossée au sud à une haute chaîne de montagne, bordée de précipices au nord et à l'ouest et d'un talus très raide au nord-ouest, elle n'est facilement accessible que d'un côté, le sud-est ».

### Climat
Données climatique de Taza, moyenne de la période (1961-1990) :
| Mois                | Jan   | Fév   | Mars | Avr  | Mai  | Juin | Juil | Août | Sept | Oct  | Nov   | Déc   | Année |
| ------------------- | ----- | ----- | ---- | ---- | ---- | ---- | ---- | ---- | ---- | ---- | ----- | ----- | ----- |
| Maximales (°C)      | 14.4  | 16.0  | 18.1 | 19.9 | 24.3 | 29.4 | 34.9 | 34.7 | 30.6 | 24.2 | 18.5  | 14.7  | 23.31 |
| Minimales (°C)      | 5.4   | 6.6   | 7.9  | 9.6  | 12.4 | 16.1 | 19.6 | 19.9 | 17.5 | 13.4 | 9.1   | 6.1   | 11.97 |
| Précipitations (mm) | 109.7 | 137.3 | 90.4 | 94.2 | 53.8 | 18.6 | 8.3  | 2.6  | 14.0 | 48.0 | 105.1 | 118.7 | 800.7 |

### Transports

#### Réseau routier
Taza est accessible par l'Est et par l'Ouest en empruntant l'un des deux sorties de l'autoroute A2 qui la relie à Rabat et à Oujda. Elle est également accessible par la route nationale N6 reliant Fès à Oujda. Taza est reliée à la ville d'Al-Hoceïma grâce à la voie rapide N29 (2×2), mais aussi à Midar, Driouch et Nador à partir de Kassita en empruntant la route nationale N2.

#### Transports en commun
Les « Taxis Bleus », appelés aussi « Petits taxis », sont utilisés comme moyen de transport pour les déplacements à l'intérieur du périmètre urbain. Ils acceptent jusqu'à trois passagers à la fois. La compagnie "Foughal Bus" propose plusieurs lignes à l'intérieur du périmètre urbain, mais aussi entre les faubourgs de la ville ainsi qu'à une dizaine de kilomètres hors de Taza. Le réseau de bus est en cours de réhabilitation, avec l'arrivée de nouveaux bus modernes.
Une gare routière est en fin de construction situé à l'entrée Est de la ville, afin de remplacer celle du centre-ville.

#### Réseau ferroviaire
La ville de Taza est située sur la ligne ferroviaire Fès-Oujda, la reliant aux principales villes du Maroc : 
- via Fès : Meknès, Rabat, Casablanca, Marrakech et Tanger ;
- via Taourirt : Nador et Oujda.

L'électrification de la ligne est prévue pour 2014. Une nouvelle gare ferroviaire est en cours de construction, toujours au même endroit.

### Urbanisme

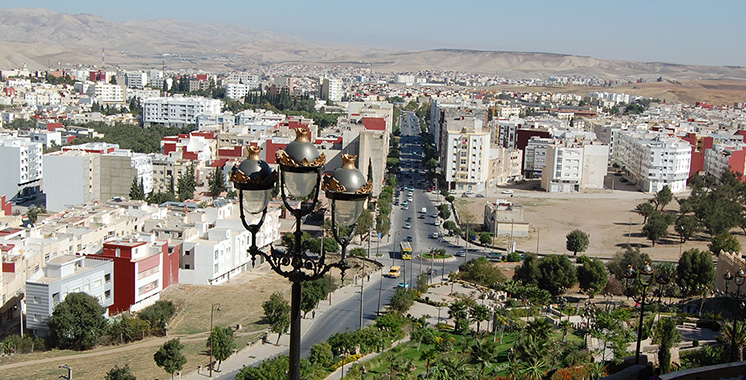
Vue de la Ville nouvelle depuis Taza-Haut et les escaliers Bab Jemâa

La topologie de la zone a imposé un schéma d'urbanisme étalé. Vue d'en haut, la ville prend la forme d'un "T". Elle tire sa racine à Taza haut et s'étend vers le nord, jusqu'à atteindre le lit de l'oued Larbaâ. Dès lors l'urbanisme s'étale vers l'est et l'ouest en longeant la nationale N6 reliant Rabat à Oujda.
À l'aube de l'indépendance, la ville était constituée de la médina à Taza haut, du quartier européen occupant la presque colline dite "Adrar n illouz". Les gens le prononcent généralement "Draâ louz". Ce quartier est devenu le centre-ville, et enfin du quartier de la gare quelques kilomètres plus bas.
Pendant les années qui suivent (60s, 70s) des quartiers sont apparus, à mi-chemin entre le centre-ville et la gare (Bit goulem, Gaada, Wrida, Bin Jradi).
Dans les années 1980, d'autres quartiers font leur apparition, notamment au nord de la ville (Massira et Qods), des quartiers prolongés et développés jusqu'à nos jours. Le but de cette extension fut la résorption des bidonvilles. Ce fut un succès, puisqu'en 1986, la ville a été déclarée ville sans bidonvilles. L'engouement est tel que des sections comme (Massira II) sont de type villa.
Les années 1990 marquent le début de l'urbanisation de l'axe centre-ville - Taza haut. Il s'agit d'immeubles à 6 ou 7 étages occupant une zone stratégique contenue entre des équipements publics (municipalité, espaces, protection civile, hôpital ibn baja, lycée et collèges...) et de l'autre côté, on est en bas de la roche élevée d'une centaine de mètres. Cette zone est également limitrophe des quartiers chics de Qessou-meddah, Friouato et Hay Chouhada (développés tout au long des trois dernières décennies).
Plus récemment cette zone continue à se métamorphoser et promet une superbe vue depuis les hauteurs de la ville. L'urbanisme s'étale désormais également sur la route de Fès sur plusieurs kilomètres de façon discontinue pour atteindre la régional R508 (vers Tainaste).
Le schéma d'aménagement prévoit une liaison directe entre Taza Ouest (au niveau des "ponts blancs") et Taza haut.

## Histoire
Taza est une ville atlaso-rifaine qui s'est développée autour du couvent fortifié bâti par les Meknassa au Xe siècle, qui revoltés contre le gouverneur de Kairouan, se refugient au Maroc. Sa position stratégique entre le Rif et l'Atlas, donc dans le pré-Rif, fait d'elle une place forte militaire convoitée par les peuples venus de l'est, désireux de conquérir les terres marocaines. Taza est passée tour à tour aux mains des dynasties qui ont accédé à la tête du Maroc.

### Préhistoire
Beaucoup d'indices tout autour de la ville attestent de la présence humaine (grottes de Loghmari, le pont de Qarn Ennasrani...).
Les fouilles archéologiques entreprises lors du protectorat français ont révélé beaucoup d'objets qu'on retrouve au musée de Taza haut.

### Idrissides
L'allégeance des tribus habitant la région de Taza et la vallée de l'Inaouen (Branes, Ghiata, Tsoul...) au fondateur de la dynastie idrisside ont permis à la ville d'être un point stratégique pour l'empire montant.
À la mort d'Idriss II en 828, son fils Mohammed créa une fédération et confia à son fils Daoud le pays de Houara, Tsoul, Meknassa et Branes, Daoud s'installa à Taza.

### Meknassa
En l'an 910, Taza était déjà prise par les Meknassa sous la conduite de Messala ibn Habbous.
En 920, son cousin Moussa Ibn Abi Elafia reçoit le commandement de la région entre Fès et le territoire fatimide.
À partir de 931, Moussa Ibn Abi Elafia tourne le dos aux Fatimides et proclame l'autorité des Omayyades. Il finit par être défait par les Fatimides, il se replie à Taza où il fait bâtir un Ribat.
En 936, Taza repasse sous autorité de l'Idrisside Al-Qasim Kannun ben Ibrahim allié des Fatimides, Moussa Ibn Abi Elafia s'est réfugié dans le désert.

### Almoravides / Almohades
En 1074, le sultan almoravide Youssef Ibn Tachfin prend la ville. Taza demeure sous autorité almoravide tout au long du XIe siècle.
Les Mémoires d'El Baldaq, qui fournissent une chronologie assez précise des campagnes de Abd al-Mumin dans le nord du Maroc, situent la prise de Taza par ce dernier en 1141-1142. La ville fut déclarée capitale provisoire des Almohades.
La grande mosquée de Taza aurait été édifiée dans les années qui suivirent 1142.
Selon le Kitab el Istibsar, les murailles almohades de la ville furent complétées en 1172.

### Mérinides
Au déclin des Almohades, leurs successeurs mérinides occupent Taza dès 1216. Celle-ci est alors considérée comme « la clé et le verrou du Gharb », comme le souligne l'auteur du Bayân :
« Une fois installé à Taza, Abû Yahya, prince mérinide, fit battre les tambours et hisser les bannières. De toutes parts, les chefs de tribus accompagnés de délégations vinrent lui présenter leur hommage. Car il avait auparavant occupé le rang d'émir au sein des tribus Banû Marîn, mais sans tambours ni étendards. ».
C'est au méchouar que se situe la médersa mérinide, dont Abou El Hassan Ali dota la ville.
Le sultan Abu Yahya ben Abd al-Haqq nomma son frère Abu Yusuf Yaqub ben Abd al-Haqq Wali de Taza en 1244 : il le resta jusqu'à 1258, où il devint sultan à la place de son frère, mort de maladie.
La reconstruction de la grande mosquée almohade de Taza par le sultan Abu Yaqub Yusuf an-Nasr, de 1292 à octobre 1293, marque l’édification de la première construction d’influence mérinide conservée.
Son successeur et fils la sultan Abu Thabit Amir (Abou Rebia), mort en novembre 1310, fut inhumé dans le sahn de la grande mosquée. Sa stèle funéraire est encore présente de nos jours.
Le successeur Abu Said fut battu et assiégé dans Taza et contraint par son fils Abû `Ali en 1315 à abdiquer et ne garder que le commandement de Taza et sa région. Peu de temps après, les partisans Abû `Ali vinrent rejoindre Abu Said à Taza, ce dernier marcha sur Fès mais pardonna à son fils sa trahison et désigna son autre fils Abu al-Hasan comme prince héritier.
La Médersa de Taza est fondée par le sultan Abu al-Hasan en 1323.

### Saâdiens
- Le prince saâdien Ennasser ben el-Ghalib, fils du sultan Abdallah el-Ghalib constitua son armée à Mélillia qu'il quitta le 14 avril 1595 en direction de Taza qu'il occupa la même année. L'année suivante, il fut pris dans une embuscade et tué près de Taza par l'armée du sultan Ahmed al-Mansur Saadi[13].
- Le sultan Ahmed al-Mansur Saadi qui voulait fermer la porte du Maroc aux Turcs entreprit la restauration des remparts de Taza, et leur adaptation aux nouvelles conditions de la guerre de siège, auxquelles répondait le Bastion, qu'il construit entre "1578 et 1603"[14],[15].

### Alaouites
Au XVIIe siècle, pour s'ouvrir les portes de Fès, Moulay er-Rachid s'empare de Taza et s'y installe en 1665. Il devient le premier sultan de la dynastie alaouite, toujours en place aujourd'hui. Moulay er-Rachid construisit son Dar el-Makhzen au sud de la ville - à l'opposé de la Grande mosquée. Mais il n'oublia pas le grand sanctuaire de sa capitale provisoire.

#### XIXesiècle
En 1803, lors de son voyage en Afrique et en Asie, Domingo Badia y Leblich (Ali Bey al-Abbasi) déclare :
« La ville est entourée de vieilles murailles et la tour de la mosquée s'élance au-dessus comme un obélisque. Le rocher est escarpé en certains endroits et couvert de beaux vergers dans d'autres des jardins entourent sa base. D'un côté une petite rivière qui se précipite, de l'autre plusieurs ruisseaux qui tombent en cascades, un pont à demi ruiné ajoutent à l'intérêt du tableau ; une multitude innombrable de rossignols de tourterelles et d'autres oiseaux font de cet endroit un lieu ravissant. Les vallées couvertes de moissons abondantes me font croire que les habitants sont plus laborieux que ceux des côtes de la mer (...). »
Plus loin dans son livre, il ajoute :
« Je restai campé toute la journée je me rendis à la ville pour assister à la prière publique du vendredi La ville de Teza est la plus jolie de toutes celles que j'ai vues dans l'empire de Maroc. »
« C'est la seule où l'œil n'aperçoit point de ruines. Ses rues sont belles, les maisons jolies et peintes. La principale mosquée est très grande, bien construite et ornée d'un beau vestibule. Il y a plusieurs marchés bien approvisionnés, un grand nombre de boutiques et de très beaux jardins ou vergers, l'eau y est excellente et l'air très pur, les vivres sont bons, d'un prix peu élevé et en grande abondance ; les habitants ont paru être gens d'esprit. Ces avantages me font préférer la ville de Teza à toutes autres villes de l'empire, même aux capitales Fez et de Maroc. »

En 1883, alors que l'explorateur Charles de Foucauld séjourne dans la ville du 30 juillet au 6 août, il se réfère en partie au témoignage d'Ali Bey al Abassi. Il décrit "l'eau délicieuse et glacée" de ses nombreuses sources et "les jardins superbes" dont les arbres fruitiers ont "une élévation extraordinaire". Cependant, l'explorateur, déçu par le contraste avec la description d'Ali Bey, relate la déliquescence de la cité en raison de son occupation par les guerriers Ghiata:
"[...] ils traitent cette cité en pays conquis, y prenant de force ce qui leur plaît, tuant sur l'heure qui ne leur cède pas de bonne grâce. Au dehors, ils tiennent la ville dans un blocus continuel; nul n'ose sortir des murs sans être accompagné d'un Ghiati [...] c'est au point que les habitants ne peuvent aller seuls remplir leurs cruches à l'ouad Taza; les ghiata ont le monopole de l'eau, qu'ils apportent chaque jour moyennant salaire. Au dedans la ville est encombrée de Ghiatas, on en voit sans cesse un grand nombre assis soit devant les portes, soit à l'intérieur des maisons, soit sur les terrasses, on les reconnaît à leur sabre et à leur fusil [...] En outre, de temps en temps ils mettent la ville en pillage réglé; aussi dès qu'un habitant a quelque argent, il se hâte de l'envoyer en lieu sûr, soit à Fès soit à Meknès. [...] Il est difficile d'exprimer la terreur dans laquelle vit la population."
Il achève cette description avec emphase après avoir affirmé que les Ghiata ont fait de Taza "la ville la plus misérable de la Terre":
" Hélas ! ces beaux jardins eux-mêmes, où Ali Bey se plaisait à entendre roucouler pigeons et tourterelles, ne sont plus aujourd'hui aux habitants qu'une source d'amers regrets: on les voit toujours  aussi verts qu'au temps de Badia, les mêmes ruisseaux y murmurent, les rossignols y chantent encore dans les arbres, mais les Ghiata les ont tous pris."

#### XXesiècle
En 1902, Rogui Bou Hamara (Rogui : prétendant au trône, Bou Hamara l'homme à l'ânesse), un notable de la cour du sultan Abd el-Aziz, revient sous une fausse identité au Maroc après un exil en Algérie. Il se fait passer pour le frère du sultan (Moulay M'hammed) et se fait proclamer sultan à Taza. Sous couvert de pieux sentiments, il conduit les Berbères de la région à se révolter contre le vrai sultan. Bou Hamara reste maître de la ville pendant sept ans. Après avoir vendu aux Espagnols des concessions minières, il perd le soutien des tribus rifaines qui le chassent violemment du Rif. Il est capturé en 1909 puis livré aux fauves, fusillé et brûlé à Fès sur ordre du sultan Moulay Abd al-Hafid.
Conformément au traité signé le 30 mars 1912, Taza est placée sous protectorat français le 10 mai 1914 et le demeure jusqu'à l'indépendance du royaume du Maroc.
La région est également réputée pour sa combativité face au colonialisme français avec à sa tête Mohammad Al-Mamoune avec son armée de Twaza et de rifains, malgré son origine lointaine issu du Sahara.
À partir des années 1970, une majorité de Twaza allèrent s'installer en France (en région parisienne, au Languedoc-Roussillon, dans le Vaucluse ou encore au Pays d'Arles) dans des villes plutôt moyennes comme Avignon, Nîmes, Arles, Cavaillon, Béziers, Le Mans, Auxerre, Agen... où l'on retrouve d'importantes communautés marocaines originaire de Taza, mais également en Belgique, aux Pays-Bas ou en Allemagne.

## Démographie
Évolution de la population de la ville (sans tenir compte des zones périphériques) :

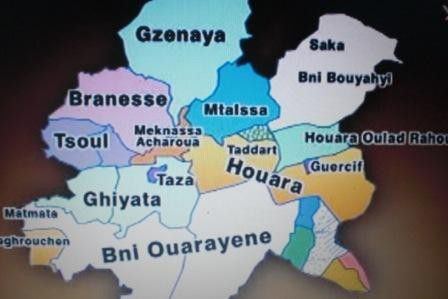
Ensemble des tribus composant les alentours de Taza

### Ethnies
Bien qu'elle soit située en plein Pays Ghiata, la ville regroupe aussi bien des tribus berbères arabophones telles que les Branès, Tsoul, Meknassa, Haoura Lahlafe mais aussi berbérophones telles que les tribus rifaines Ibdarsen (Mtalsa), Igzennayen (Gzenaya), Aït Bouyahyi mais aussi les Aït Warayn de Tazekka ainsi que les Aït Seghrouchen...
Taza disposerait de son propre parler citadin (parlers préhilaliens citadins).
À noter que la médina de Taza est (ou "était", avant l'indépendance du pays) habitée par des hauts fonctionnaires Fassis, des familles commerçantes venant de Tlemcen ou de Fès, des descendants d'Andalous, de Chorfas et d'Aïssawa, de Juifs ainsi que des différentes familles citadines des tribus arabophones ou rifaines/du Moyen-Atlas Oriental de la province.

## Monuments
La médina de Taza et ses enceintes est classée patrimoine architectural et urbanistique au niveau national. Elle connaît actuellement une réhabilitation.

### La médina

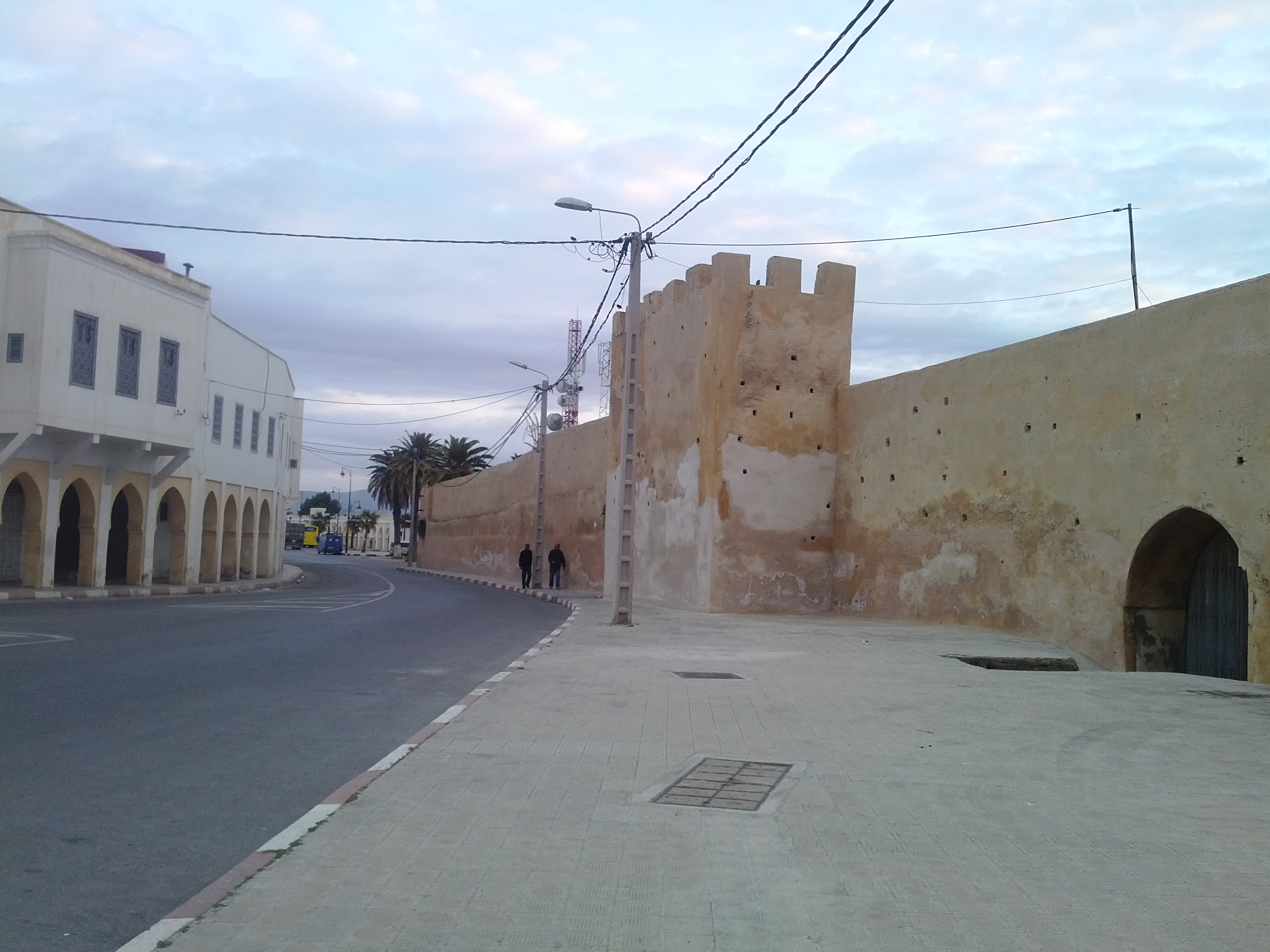
Ancienne médina de Taza

Fondée en 1135 par Abd al-Mumin, la Grande Mosquée fut agrandie au XIIIe siècle sous les Mérinides. Contournant le sanctuaire par la droite, on voit plusieurs portes richement décorées avant d'atteindre une longue rue rectiligne qui est l'artère principale de la médina. De chaque côté, on trouve des maisons bourgeoises dont les rares fenêtres parfois surmontées d'un auvent montrent des grilles ouvragées ; de vieux linteaux de cèdre sculpté ennoblissent les portes cloutées et peintes de couleurs vives. Au-delà du mausolée de Sidi Azouz (XIIe siècle), on entre dans le quartier des souks, dominé par le minaret de la mosquée du Marché.
C'est dans les souks, partiellement couverts de maçonnerie, de treilles ou de roseaux, que Taza a le mieux conservé son caractère de cité berbère ; on y voit notamment les nattes et les tapis fabriqués dans la montagne voisine par la tribu des Bni Ouarayene. En tournant à gauche après la mosquée du Marché, on entre dans la Kissaria. Plus loin, la rue s'élargit et débouche sur un méchouar.
Plusieurs passages sous voûtes contournent la mosquée des Andalous (minaret du XIIe siècle.); par la rue des Andalous, on parvient (à gauche) à la place Moulay Hassan/Aharrach.

### La Grande Mosquée

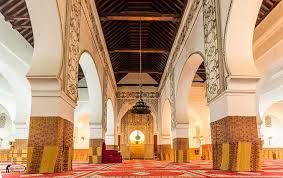
Intérieur de la Grande Mosquée de Taza

Cette mosquée almohade a été consacrée en 1135, remaniée par les Mérinides, puis par les Alaouites. Bâtie sous le règne du sultan almohade Abd al-Mumin au XIIe siècle, la Grande Mosquée de Taza est considérée comme l’un des plus beaux édifices religieux du monde arabo-musulman. C’est en restaurant les fortifications de la ville que lui vint l’idée d’édifier Jamaâ El Kébir. Ce lieu de prière est célèbre par son architecture du style arabo-mauresque.
Son minaret dévoile la sobriété de l'architecture almohade. Il s’élève au-dessus des toits de l’ancienne médina et domine la place et les lieux avoisinants.
La mosquée qui l’abrite a été restaurée une première fois en 1291. Des travaux d’extension eurent par la suite lieu sous le règne sultan Abu Yakub. La grande mosquée de Taza se distingue par sa forme en T, avec des nefs perpendiculaires à la Qibla, mais on remarque surtout sa coupole entièrement ajourée, avec un réseau de niches polylobées et de « muqarnas » dans les trompes. Les nervures, qui forment au centre un motif étoilé, n’ont aucun rôle porteur. Les sculptures sont réduites au profit de l’exécution et de la finesse du détail.
La mosquée est connue pour son minbar en bois ciselé et marqueté et pour son lustre en bronze, l'un des plus anciens du pays, importé d'Andalousie à la suite de la bataille d'Alarcos. Fait de fer forgé, il pèse trois tonnes environ. Il a été commandé par le prince mérinide Abu Yaâqub Yusuf. Il porte une inscription circulaire datée de l’an 694 de l’Hégire/1294-1295 (J–C). Il se distingue aussi par son caractère exceptionnel. Il mesure 4 m de haut et de 2,50 m de large. Il comporte 500 calices ou godets à huile. Il est habilement structuré tant dans sa constitution que dans son décor. Près de la coupole, la flore est découpée à jour et ciselée.
À côté de cet édifice religieux, trônent des édifices historiques dont la majorité remonte au XIIème. Il faut citer, entre autres, la Médersa d’Abou El Hassan, bâtie en 1332.
Un peu plus loin mais toujours sur la même place domine la mosquée Andalous dont le minaret est plus large dans sa partie haute qu’à sa base.

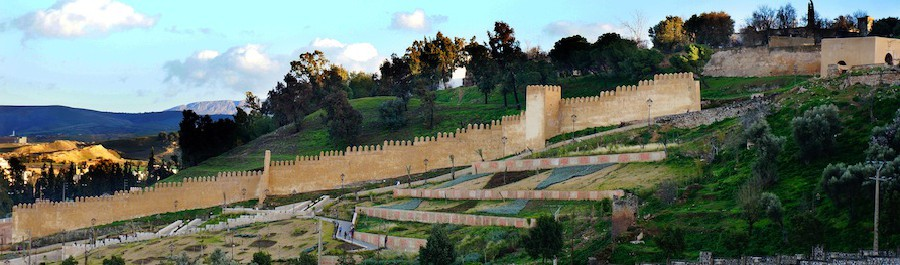
Les Escaliers Droj Bab Jemâa

### Les remparts et fortifications
Longs de près de 3 km, les remparts et fortifications de la médina sont l’œuvre d'Abd Al-Mumin, sultan almohade du XIIe siècle, mais furent plusieurs fois remaniés. Au rond-point de la Gendarmerie, l'escalier Drouj Bab Jemâa qu'on a devant-soi, mène à Bab Jemâa, entrée principale de la médina.
À l'angle Sud-Est de celle-ci, apparaît le "Bordj du Bastioune" construit entre 1578 et 1603 par Ahmed al-Mansour. C'est un solide édifice carré bâti par les Saadiens au XVIe siècle, pour renforcer de ce côté la défense de la ville. Cependant, ce monument doit faire l'objet d'importants travaux de restauration.
À partir de Bab El Guebour (la porte n'existe plus aujourd'hui), on longe de près les remparts qu'on franchit à l'ouest de Bab Titi : ici la muraille a été doublée au XIVe siècle. La muraille se termine en bordure du plateau par la tour Sarrasine, semi-circulaire, d'époque almohade.
Toutes ces murailles, dans leur cadre montagneux où les oliviers dessinent leurs broderies, ont une espèce de grandeur sauvage, qu'on retrouve, plus forte encore, à Bab Er-Rih.

### Bab Er-Rih

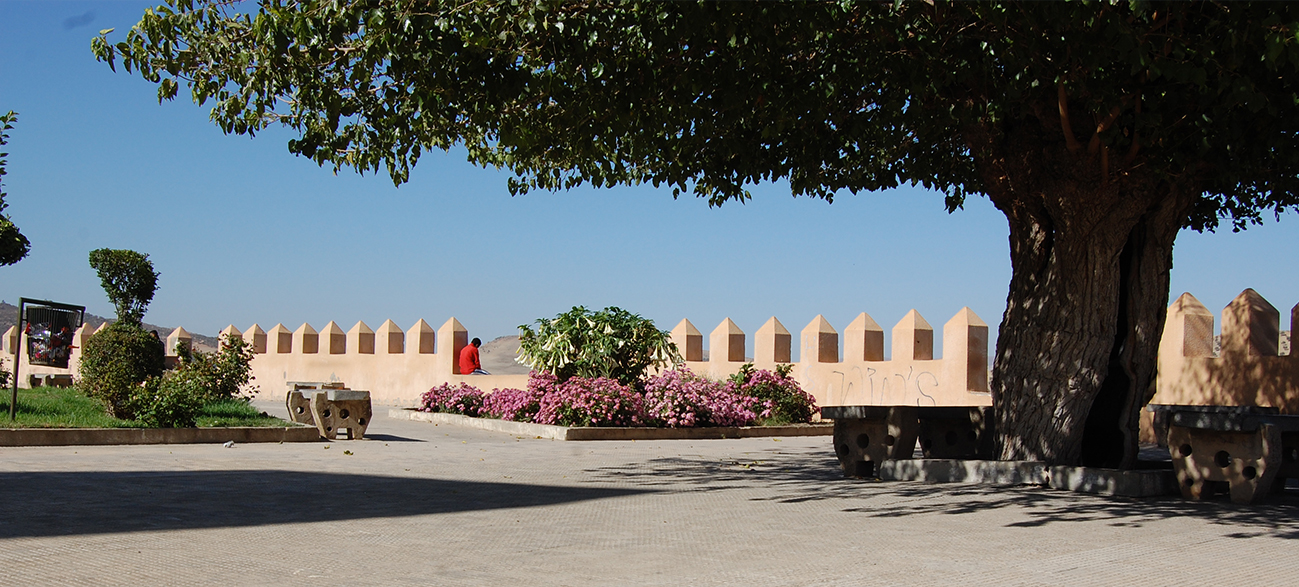
Près de Bab Rih

C'est la « porte du Vent », le vent d'ouest qui s'engouffre dans la trouée de Taza. Près de cette barbacane on a une vue très étendue : à l'extrême gauche, les pentes boisées de Jbel Tazekka ; devant-soi, au-delà de l'oued Taza, le mont de Lalla Mimouna ainsi que des jardins étagés, puis les collines dénudées qui épaulent le Rif, en proie au ravinement ; à droite la ville neuve de Taza dans son parc de verdure avec le Rif dans le lointain.

### Autres monuments importants de la médina
Le méchouar, ou palais royal.
La 1re médersa mérinide bâtie en face de Jamâa Lakbir/Grande Mosquée de Taza par Abou Yacoub Youssef vers 1292-1293 (date de la restauration de Jamâa Lakbir).
La 2e médersa mérinide bâtie au méchouar par Abou Al Hassen Ali Almarini en 1323.
Dar el Makhzen, palais de Moulay Er-Rachid.

### Sport
Au niveau du sport, la ville de Taza a vue la création de son 1er club sportif dans les annèes 1920 dont son équipe de football avait participé en Botola sous l'ère de la LMFA.
Actuellement, le Club Qods sportif de Taza QST, fondé en 1999, represente la ville de TAZA dans la ligue 1 des amateurs

## Économie
Taza dispose d’infrastructures hôtelières et touristiques. Le complexe touristique Jnane Taza, situé à l'entrée ouest de la ville, a ouvert ses portes en 2014, suivi en 2015, par un hôtel-café-restaurant, situé au centre-ville près de la gare ferroviaire, a ouvert ses portes .
Le complexe Agora Park, inauguré avant l'été 2019, est situé à l'entrée nord-est de la ville. Disposant d'une position stratégique, il s'agit d'un complexe touristique, composé d'un parc aquatique, d'une station-service Afriquia, d'un café-restaurant, d'une mosquée, d'une piscine intérieure, d'un espace de jeux intérieur ainsi que d'un City. Le Sofitel Agora Spa/Hôtel (4 étoiles), une salle de conférence ainsi qu'une salle de sport, sont en cours de construction.
La ville dispose d'un centre commercial Marjane ainsi que d'un Atacadão.
L'industrie est limitée à quelques usines de textile et d'agroalimentaire, ainsi qu'un marché de poisson en gros. Le marché hebdomadaire de la ville est en cours de construction, situé le long de la voie-express en direction d'Al-Hoceïma.
Située à environ 12 km au Nord-Ouest de la ville, la première phase du parc éolien de Taza est composée de 27 turbines éoliennes de puissance unitaire de 3,23 MW fabriquées par General Electric. Elle a été mise en service le 1er juin 2022. Le parc éolien de Taza, d’une puissance totale de 150 MW mobilisera en tout un investissement global de 2,5 milliards de DH.
La qualité de sa pierre est aussi très appréciée comme revêtement mural de façade, sur tout le Maroc et aussi à l'international.

## Alentours de Taza

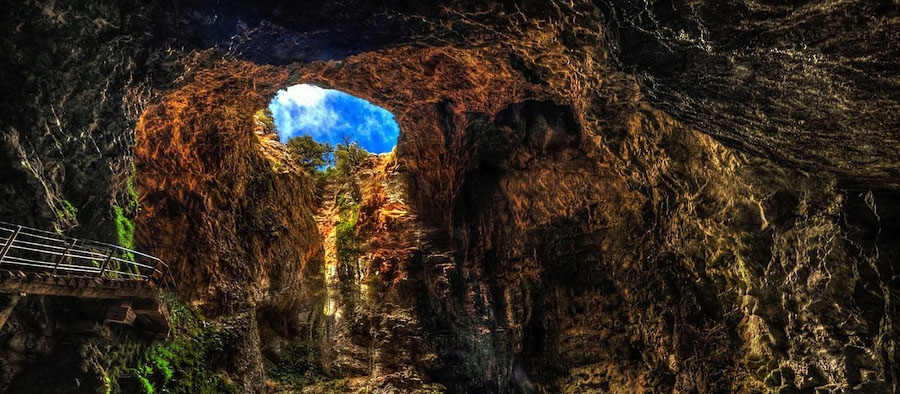
Gouffre de Friouato

### Gouffre Friouato
C'est l'un des plus importants gouffres de la région. Les spéléologues et les aventuriers admireront l'ampleur et les merveilles de ses nombreuses salles, qui complètent ces divers paysages naturels du parc national de Tazekka. Norbert Casteret y est passé.

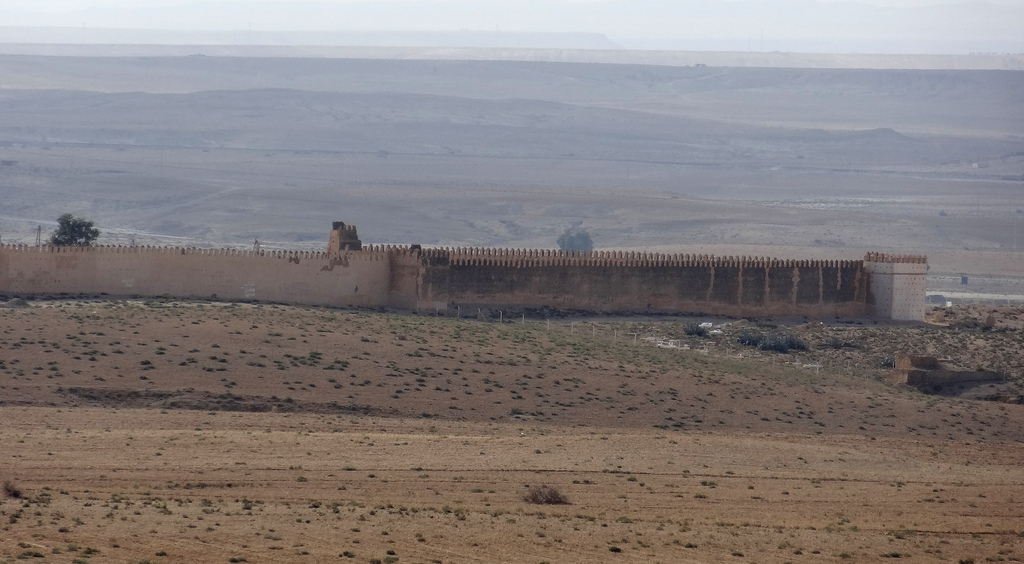
Kasbat Msoun

### Kasbat Msoun
C'est une Kasbah abandonnée aujourd'hui, dans la localité de Msoun.

### Aïn Al-Hamra
Situé dans les montagnes du Rif entre Ajdir et Aknoul chez les Igzennayen, le village d'Aïn Al-Hamra est connu pour sa source d'eau ayant des propriétés médicinales.

### Tmourghout
À 60 kilomètres de Taza, dans une magnifique vallée se dresse le village berbère de Tmourghout, à l'embouchure de deux rivières affluents de l'oued Mellellou, sur la route régionale 507 reliant Taza à Jbel Bouiblane. Un axe touristique avec des atouts intéressants (Ras-El-Ma, Gouffre Ifri, Bab Boudir, Bab larbaa, Maghraoua, Tmourghout, Gorges Bizi l’oued Albared et sa source Ighaz, Jbel Adrar Ouboumlal, lac Guelta Tamda, Tamtroucht, Jbel Bouiblane et Refuge de Taffert).
Mohamed Aallam (natif et origine du village de Tmourghout)
La population vit principalement de l'élevage de caprins de race locale, d'une petite agriculture artisanale pour ne pas dire archaïque et aux contributions de proches vivant en ville. La richesse de la forêt (caroubiers et cèdres notamment) est mal exploitée.

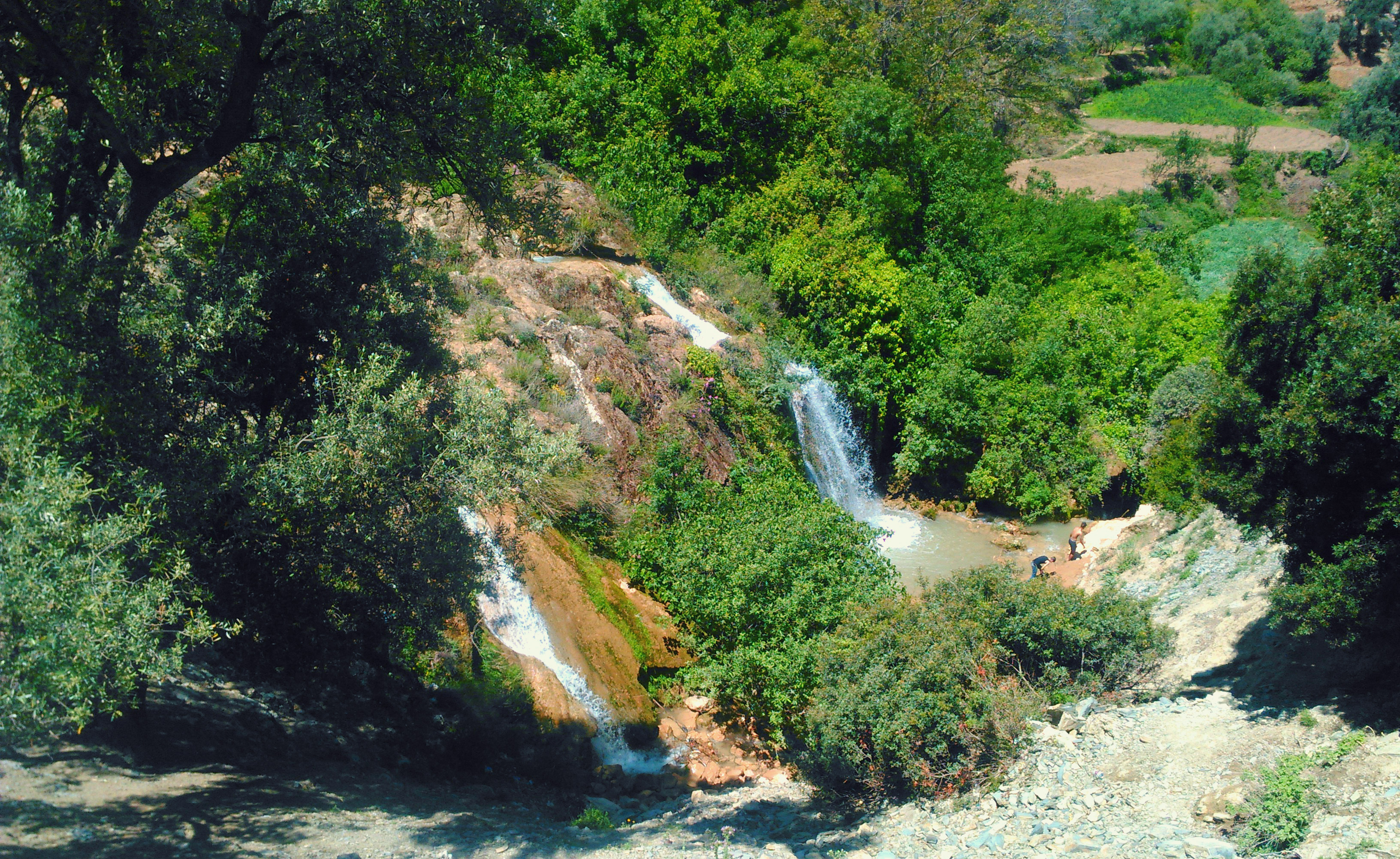
Cascades Ras El Ma

Les seuls établissement économiques (en 2011) sont une unité privée de production d'huile d'olive, située près du douar Bouchfaâ, la coopérative oléicole de Aghbal et
l'auberge rurale de Ain Sahla.
Selon une légende orale encore vivace, le personnage connu sous le nom de Bouhmara, qui prétendait au trône entre 1902 et 1908, avait vécu entre Aghbal et Ahl Boudriss plus qu'il n'a vécu à Taza, ville qu'il a utilisée comme capitale officielle de son règne éphémère.
Pour les jeunes des douars, la commune rurale de Bouchfaâ serait l'une des plus nanties du Maroc, grâce aux richesses forestières.

### Oued Amlil
Situé en plein Pays Ghiata, sur la route nationale N6 entre Fès et Taza (à 29 km de cette dernière). Elle est également accessible par un échangeur dédié sur l'autoroute A2. Oued Amlil est très connue pour ses restaurants et son agriculture.

### Bab Marzouka
À une dizaine de kilomètres à l'ouest de Taza, et sur la route nationale N6 en direction de Fès, se trouve la localité de Bab Marzouka. Il s'agit d'une commune dense avec un arrière-pays très diversifié. Bab Marzouka occupe en effet une vallée panoramique et fertile. C'est un centre commercial incontournable pour les habitants des Beni Wajjan, Sidi Ahmed ben Ahmed...
L'arrière-pays est formé de montagnes escarpées dans la continuité du massif de Tazekka.
Elle est habitée par les Ghiata (arabophones) mais aussi par les Bni Warayen (berbérophones).

## Personnalités liées à la ville
- Rachid Alioui, né à La Rochelle, footballeur professionnel et international marocain, originaire de Taza.
- Younes Belhanda, né en 1990 à Avignon, footballeur professionnel et international marocain, originaire de Taza.
- Achraf Bencharki, footballeur professionnel et international marocain, originaire de Taza.
- Ismaël Bennacer, né à Arles, footballeur, originaire de la ville de Taza par son père[26].
- Abdelaziz Bennani (militaire)|Abdelaziz Bennani, né le 28 septembre 1935, général marocain, inspecteur général des forces armées royales marocaines et commandant de la zone sud (Sahara).
- Abderrahim El Yaagoubi, né le 3 juin 1968 à Taza écrivain poète d'expression française.
- Majida Benkirane, née le 17 octobre 1969 à Taza, comédienne et professeur d'art.
- Khalid Bennani né le 31 mai 1963 à Taza, chanteur compositeur. originaire de Taza
- Khalid Boutaïb, né à Bagnols-sur-Cèze, footballeur professionnel, international marocain originaire de Taza.
- Ahmed Bouzfour, né en 1946, écrivain, nouvelliste marocain.
- Guy Brousseau, né en 1933 à Taza, didacticien des mathématiques.
- Abdelhamid Chabat, né en 1953, ancien maire de Fès et ancien secrétaire général du parti Istiqlal.
- Jamel Debbouze, né en 1975, dont la famille est originaire de Taza[27].
- Abdellatif Hammouchi, chef de la DGSN et de la DGST Maroc, originaire de Taza.
- Mohamed Haramou, général marocain de corps d’armée, patron commandant chef de la Gendarmerie royale, originaire de Taza.
- Khalid El Boukarai, né en 1974, homme politique.
- Mohammed El Gahs, né en 1963, militant de la gauche au Maroc et ancien ministre du sport.
- Abdelkrim El Hadrioui, né en 1972, ancien footballeur et international Marocain, a participé aux deux Coupes du monde 1994-1998.
- Fahd El Khoumisti, né en 1993 à Mamers, footballeur professionnel français, originaire de Taza.
- Thami El Khyari, né en 1943 à Taza, homme politique marocain, secrétaire général du Front des forces démocratiques, ancien ministre.
- Rachid El Ouali, acteur marocain, originaire de Taza.
- Sakina Karchaoui, née à Salon-de-Provence, footballeuse internationale française, à des parents originaires de Taza.
- Rachida Khalil, née en 1973 à Taza, actrice française.
- Aïcha Mekki, journaliste marocaine.
- Élie Semoun, dont le père et la famille paternelle sont originaires de Taza.
- Adel Taarabt, footballeur international marocain, originaire de Taza.
- Jaouad Zaïri, né en 1982 à Taza, footballeur professionnel, ancien international marocain.

## Jumelages
- Srebrenica (Bosnie-Herzégovine) depuis le 1er mai 2010
- Dole (France) depuis le 21 juin 2007